# Arsenie Papacioc
Arsenie Papacioc (n. 13 august 1914, Misleanu, România – d. 19 iulie 2011, Techirghiol, Constanța, România) a fost un duhovnic ortodox român. Din anul 1976, a fost duhovnicul Mănăstirii Sfânta Maria din Techirghiol. Părintele Papacioc a trecut prin pușcăriile comuniste unde a pătimit alături de Părintele Iustin Parvu, Ioan Ianolide, Valeriu Gafencu, Nichifor Crainic, Mircea Vulcănescu, Nicolae Bordașiu și alții.
A fost arestat și condamnat sub regimul mareșalului Ion Antonescu, în 1941, pentru participare la rebeliunea legionară și  apartenența la Mișcarea Legionară.
S-a călugarit în 1946, după eliberare și s-a nevoit la Mănăstirea Antim din București până în 1949. Între 1949-1950 a fost sculptor la Institutul Biblic, iar în anul 1951 a devenit preot la Seminarul Monahal de la Mănăstirea Neamț. Între 1952-1958 a fost preot la Mănăstirea Slatina. În vara anului 1958 a fost arestat din nou, pentru că facea parte din grupul „Rugul Aprins”. Condamnat la 20 de ani de muncă silnică, a fost eliberat -prin Grațierea politică generală din 1964- de la închisoarea Aiud.
Arsenie Papacioc a fost numit la moarte drept unul dintre cei mai importanți duhovnici ai ortodoxiei române.

## Biografie
Părintele Arsenie, pe numele său civil Anghel Papacioc, s-a născut în 1914 ca al șaptelea copil al lui Vasile și Stanca. Casa părintească se afla în satul Misleanu, comuna Perieți din județul Ialomița.
În 1932 a absolvit Școala de Arte și Meserii din București și la 18 ani a devenit membru al Mișcării Legionare, activând într-un cuib din orașul Slobozia. În decembrie 1933 a revenit în București pentru a participa la tabăra legionară de la Bucureștii Noi, unde se construia “Casa Verde” – sediul central al mișcării. După satisfacerea serviciului militar, Anghel Papacioc pleacă la Brașov, unde se angajează la fabrica de armament “Malaxa”, unde lucra, în calitate de maistru șef, fratele său, Radu.
În decembrie 1938 este internat în lagărul de la Miercurea Ciuc. După abdicarea regelui Carol al II-lea și instaurarea regimului legionar, Anghel Papacioc devine șef de plasă (conducător legionar imediat subordonat șefului de județ) la Zărnești, și primar la Zărnești din octombrie 1940. După rebeliunea  legionară din ianuarie 1941 a fost judecat și condamnat la 6 ani de închisoare. În 1942, după ce trece granița spre Iugoslavia, este prins de patrulele germane și predat grănicerilor români, este judecat de Tribunalul Militar pentru trecere frauduloasă a frontierei și condamnat la șase ani de închisoare. Este încarcerat la Aiud, până în septembrie 1946. În ianuarie 1947 pleacă la mănăstirea Cozia, unde starețul Gherman Dineață îl primește ca “frate”. În 1948 a fost trimis la schitul Cioclovina, care aparținea de mănăstirea Tismana, unde a stat până în luna ianuarie 1949 când, la cerere, a plecat la mănăstirea Sihăstria, unde era stareț arhimandritul Ilie Cleopa. Aici a stat până în luna septembrie 1949, când a fost trimis la mănăstirea Antim – Institutul Biblic, la atelierul de sculptură. A fost rânduit călugăr, sub numele de Arsenie și a slujit aici până în iunie 1950, când a plecat la mănăstirea Slatina. De aici a fost arestat în 1958 și condamnat la 20 de ani de închisoare pentru uneltire contra ordinii sociale. A trecut prin închisorile din Brașov, Aiud și Jilava, fiind eliberat în 1964.
După ce a primit preoția, Arsenie a fost numit spiritual la Seminarul Monahal de la Neamț. A urmat mutarea la Mănăstirea Slatina, unde a fost egumen. De aici a fost arestat și dus la Suceava, ținut în anchetă nouăzeci de zile, bătut și chinuit pentru acuzații fără nici un suport real. După ani de detenție la închisoarea de la Aiud, a fost eliberat și i s-a permis să slujească la o parohie din Ardeal. De aici a ajuns, în 1976, la Mănăstirea Sfânta Maria din Techirghiol.
„Am fost al șaptelea copil la părinți, născut în 1914, la 15 august, comuna Perieți, satul Misleanu, județul Ialomița. Părinții se numeau Vasile și Stanca. Tata a fost agent sanitar peste șase sate și a contribuit masiv la constructia Bisericii din sat. Mă cheamă Papacioc. Pentru că tatăl bunicului meu a fost preot în Macedonia, în nordul Greciei, și de aici vine numele. Era aromân și i s-a spus: «Popa cu cioc» - Papacioc. Dar la origine ne chema Albu. Și bunicul meu a venit cu mii de oi din Macedonia și s-a instalat pe Ialomița, unde era câmpie. Satele erau rare...”—Părintele Arsenie Papacioc - mărturie despre sine
În 2006, Arsenie Papacioc a suferit o intervenție chirurgicală, încheiată cu succes. A fost internat în urma unei hernii de disc.

## Convingeri teologice
Despre ecumenism, Arsenie Papacioc a afirmat: „Sunt împotrivă! Pe viață și pe moarte împotrivă! Ce ecumenism?”

## Cronologie
- 15 august 1914 – s-a născut în satul Misleanu, com. Perieți, din județul Ialomița.
- 1941 – a fost arestat și condamnat, sub regimul mareșalului Ion Antonescu, pentru apartenență la mișcarea legionară.
- 1946 – este eliberat din închisoare și se călugărește. Își face anii de ucenicie monahală la Mănăstirile Cozia și Antim din București.
- 1947 – se retrage într-o pădure și trăiește ca un pustnic aproape doi ani.
- 1949 – este călugărit la Mănăstirea Sihastria, sub ascultarea duhovnicilor Arhimandritul Cleopa Ilie, în calitate de stareț și Ieroschimonahul Paisie Olaru.
- 1949-1950 – este sculptor la Institutul Biblic.
- 1951 – este hirotonit preot la Seminarul Monahal de la Mănăstirea Neamț. Poartă numele de Părintele Anghel.
- 1952-1958 – este preot la Mănăstirea Slatina-Suceava.
- 1958 – este arestat din nou, pentru ca facea parte din grupul "Rugul Aprins". Condamnat la 20 de ani muncă silnică, a fost grațiat în 1964 de la Închisoarea Aiud.
- 1965 – este numit paroh în comuna Filea de Jos, din eparhia Clujului; a mai fost preot și duhovnic la Mănăstirile Căldărușani, Dintr-un Lemn și Cernica.
- 1969 – 1970 – este stareț al Mănăstirii Cheia-Prahova;
- din 1976 – este duhovnicul Schitului Sfânta Maria-Tomis, întemeiat de Patriarhul Justinian la Techirghiol
- 2011 - moare pe 19 iulie.

## Cărți
- Convorbiri duhovnicești - 2 vol. (1984-1986)
- Ne vorbește Părintele Arsenie (2004)
- Veșnicia ascunsă într-o clipă (2004)

## Distincții
A fost decorat în noiembrie 2002 cu Ordinul național Pentru Merit în grad de Cavaler „pentru crearea și transmiterea cu talent și dăruire a unor opere literare semnificative pentru civilizația românească și universală”.